# Maiolo
Maiolo (romanyol nyelven Maiul) település Olaszországban, Emilia-Romagna régióban, Rimini megyében. Lakosainak száma 801 fő (2023. január 1.). Maiolo Montecopiolo, San Leo, Talamello, Novafeltria és Pennabilli községekkel határos.

## Népesség
A település lakossága az elmúlt években az alábbi módon változott:
| Lakosok száma | 831  | 819  | 801  |
|               | 2017 | 2018 | 2023 |